# Александър Меркел
Александър Меркел е Казахстански футболист. Играе за „АК Милан“.
Родителите му са съветски немци. Преселват се в Германия с него, когато той е на възраст 6 г.

## Кариера
Кариерата му започва в детските формации на ФФБ „Щутгарт“.
През 2008 г. отива в „Милан“. Играе за юношеските формации до 2010 г., когато е повикан в първия отбор. На 8 декември 2010 г. дебютира срещу „Аякс“, Амстердам в шампионската лига. Първият му мач в Серия А е срещу тима на Каляри. Първото си попадение отбелязва срещу отбора на Бари за купата на Италия. В същия мач Меркел записва и асистенция.
От 2011 играе в „Дженоа“, като „Милан“ продават 50% от правата му. Александър изиграва 13 мача за Дженоа, но не успява да вкара гол. В началото на 2012 се връща в Милан под наем до края на сезона.

## Статистика
| Клуб              | Сезон             | Шампионат | Шампионат | Купа   | Купа   | Евротурнири | Евротурнири | Общо   | Общо   |
| Клуб              | Сезон             | Мачове    | Голове    | Мачове | Голове | Мачове      | Голове      | Мачове | Голове |
| ----------------- | ----------------- | --------- | --------- | ------ | ------ | ----------- | ----------- | ------ | ------ |
| АК Милан          | 2010/11           | 5         | 0         | 2      | 1      | 1           | 0           | 8      | 1      |
| Общо за Милан     | Общо за Милан     | 5         | 0         | 2      | 1      | 1           | 0           | 8      | 1      |
| За цялата кариера | За цялата кариера | 5         | 0         | 2      | 1      | 1           | 0           | 8      | 1      |